# Барабаши
Барабаши, в 19 веке Барабашев хутор (укр.  Барабаші) — село,
Ордовский сельский совет,
Нововодолажский район,
Харьковская область.
После 1967 присоединено к селу Новая Мерефа.

## Географическое положение
Село Барабаши находится на левом берегу реки Джгун;
выше по течению примыкает к селу Новая Мерефа,
ниже по течению примыкает к селу Щебетуны.

## История
- В 19 веке — большой Ступиков хутор[5] западнее и малый Барабашев хутор восточнее расположены на левом (южном) берегу реки Джгун.[1]
- После 1943 — присвоен статус села (в 1941 году это был хутор).[2]
- Между 1945 и 1966 — переименовано из Ступаки в Барабаши.
- Между 1967 и 1976 — присоединено к селу Новая Мерефа (ранее называвшемуся Новый Посёлок).